# دهستان بلیان
دهستان بلیان نام دهستانی در بخش مرکزی شهرستان کازرون، استان فارس در ایران است. 

## جمعیت
بر اساس سرشماری مرکز آمار ایران در سال ۱۳۹۵، جمعیت آن ۱۷,۴۷۶ نفر (۴,۷۲۹ خانوار) بوده‌است.